# Dietrich Langko
Dietrich Langko (* 1. Juni 1819 in Hamburg; † 8. November 1896 in München) war ein deutscher Maler.

## Leben
Langko stammte aus einfachen Verhältnissen und war der Sohn von Ernst Johann Langko und dessen Ehefrau Anna Catharina Kannstein. Nach seiner Schulzeit absolvierte Langko in Hamburg eine Lehre als Dekorationsmaler. Da er sich aber mehr für die Landschaftsmalerei interessierte, nahm er (aus finanziellen Gründen nur Sonntags) Privatstunden beim Landschaftsmaler Jacob Gensler. Seine ersten Sujets fand Langko in den stimmungsvollen Landschaften an der Elbemündung. Er wurde zudem Mitglied im Hamburger Künstlerverein von 1832.
Durch Fürsprache und Vermittlung von Gensler wurde Langko mit einem Stipendium gefördert, welches ihm ermöglichte, in München an der Akademie der bildenden Künste zu studieren. Mit 21 Jahren ging Langko 1840 zusammen mit seinem Freund, dem Landschaftsmaler Wilhelm Lichtenheld, nach München. Dort fand er schon bald Anschluss an den Künstlerkreis um den Hamburger Maler Christian Morgenstern. Auch mit dem Maler Carl Spitzweg schloss er Freundschaft.
Bald schon hatte Langko zu einem eigenen Stil gefunden, zu dem er – nach eigenen Aussagen – maßgeblich auch von Albert Zimmermann gefunden hatte. Dessen private Sommer-Malschule in Ebersberg besuchte Langko mehrere Sommer lang. Der Münchner Kunstverein lud Langko bald  ein, sich bei Ausstellungen zu beteiligen und auf einer dieser prägte sich sein Spitzname „Eichendorff der Münchner Landschaftsmalerei“.
Manche seiner Landschaften, welche im Umland Münchens entstanden, erinnern an Anton Zwengauer oder sogar an Théodore Rousseau; wobei aber nach derzeitigem Stand (2006) der Forschung keine direkte Verbindung zur Schule von Barbizon herzustellen ist. 1851 unternahm Langko zusammen mit Carl Ebert, Eduard Schleich der Ältere und Carl Spitzweg eine Studienreise nach Paris.
1869 organisierte Eduard Schleich eine große Kunstausstellung im Münchner Glaspalast, bei der Langko seinen künstlerischen Durchbruch hatte. Im darauffolgenden Jahr unternahm Langko zusammen mit dem Maler Carl Ebert eine Studienreise durch Holland.
Im Alter von 77 Jahren starb Dietrich Langko am 8. November 1896 in München.
Neben den Landschaften aus dem bayerischen Oberland thematisierte Langko auch sehr oft seine Heimat Norddeutschland. Sein künstlerisches Werk besticht auch heute noch durch die geradezu romantische Darstellung der verschiedenen Stimmungen weiter Landschaften.

## Werke (Auswahl)
- Sonnenaufgang am Chiemsee
- Moor bei Königsdorf
- Partie an der Straße nach Thalkirchen
- Sommer im Dachauer Moos
- Die Isarauen
- Abend im Haspelmoor im bayrischen Oberland
- Eichenlandschaft
- Sumpflandschaft
- Partie aus dem Meisinger Grund bei Starnberg
- Mondnacht an der Maas bei Dordrecht